# Neotridactylus archboldi
Neotridactylus archboldi is een rechtvleugelig insect uit de familie Tridactylidae. De wetenschappelijke naam van deze soort is voor het eerst geldig gepubliceerd in 1996 door Deyrup & Eisner.